# Matthew Antoine
Matthew Antoine (Prairie du Chien, Wisconsin, 2 de abril de 1985) é um piloto de skeleton estadunidense.
Ele conquistou uma medalha de bronze olímpica em 2014.